# Haag am Hausruck
Haag am Hausruck est une commune autrichienne du district de Grieskirchen en Haute-Autriche.

## Personnalités
- Franz Schiemer (1986- ), footballeur autrichien né dans la commune.